# سانديبان تشاندا
سانديبان تشاندا Sandipan Chanda (ولد في 13 أغسطس 1983) لاعب شطرنج هندي يحمل لقب أستاذ كبير.
- ولد في كالكوتا في ولاية بنغال الغربية.
- نال لقب أستاذ كبير عام 2003.
- مثل الهند في أولمبياد الشطرنج عام 2004، 2006، 2008.
- بلغ تصنيف إيلو خاصته 2579 نقطة، وفق الاتحاد الدولي للشطرنج، مما يضعه في التصنيف رقم 145 عالمياً.

## وصلات خارجية
- سانديبان تشاندا على موقع الاتحاد الدولي للشطرنج (الإنجليزية)
- سانديبان تشاندا على موقع مباريات الشطرنج (الإنجليزية)
- سانديبان تشاندا على موقع 365Chess.com (الإنجليزية)
- سانديبان تشاندا على موقع Chesstempo.com (الإنجليزية)
- سانديبان تشاندا سجل أولمبياد الشطرنج على موقع OlimpBase.org (الإنجليزية)